# Dirk Schaal
Dirk Schaal (* 20. Januar 1970 in Weimar) ist ein deutscher Wirtschaftshistoriker. Schaal ist seit 2019 Leiter der Zentralen Kustodie und des Universitätsarchivs der Martin-Luther-Universität Halle-Wittenberg und seit 2015 Honorarprofessor an der Hochschule für Technik, Wirtschaft und Kultur in Leipzig.

## Leben
Schaal begann ein Studium der Geschichte und Germanistik an der Martin-Luther-Universität Halle-Wittenberg, das er 1997 mit dem Magister abschließen konnte. 2003 promovierte er an der Halleschen Universität mit der Dissertation Rübenzuckerindustrie und regionale Industrialisierung. Der Industrialisierungsprozess im mitteldeutschen Raum, 1799–1930 zum Dr. phil. Seine Arbeit wurde zwei Jahre später im Lit Verlag in der Reihe Forschungen zur neuesten Geschichte als vierter Band veröffentlicht. 
Von 2003 bis 2010 leitete Schaal das historische Archiv der Südzucker AG und baute in Polen das historische Archiv und Museum der polnischen Tochtergesellschaft Südzucker Polska S.A. auf. Seit 2011 war er Referent, später Leiter, der Koordinierungsstelle Sächsische Industriekultur der Kulturstiftung des Freistaates Sachsen. Als solcher begleitete er zahlreiche Ausstellungen zum Thema Industriekultur. Im April 2015 erhielt er seine Berufungsurkunde als Honorarprofessor der Fakultät Medien im Studiengang Museologie und Archivkunde an der Hochschule für Technik, Wirtschaft und Kultur in Leipzig. Noch im gleichen Monat hielt er seine Antrittsvorlesung. 2019 wechselte Schaal als Leiter der Zentralen Kustodie und des Universitätsarchivs an die Martin-Luther-Universität nach Halle.
Seine Forschungsschwerpunkte sind die Wirtschafts- und Unternehmensgeschichte speziell die Zuckerindustrie und die Elektrizitätswirtschaft. Dirk Schaal ist Autor und Herausgeber zahlreicher Fachveröffentlichungen und Mitautor der Neuen Deutschen Biographie.

## Veröffentlichungen (Auswahl)

### Autor
- Rübenzuckerindustrie und regionale Industrialisierung. Der Industrialisierungsprozeß im mitteldeutschen Raum 1799–1930. (Dissertationsschrift), LIT, Münster 2005, ISBN 978-3-8258-8347-8.
- Süßes aus Halle. Geschichte des Zuckers in der Salzstadt. Hasenverlag, Halle 2007, ISBN 978-3-939468-13-4.
- Süßes aus Rüben. 200 Jahre mitteldeutsche Zuckergeschichte. Hasenverlag, Halle 2011, ISBN 978-3-939468-69-1.
- Ernst Höltzer. Lebenswege Band 3. Siemens Historical Institute, München 2015. (Digitalisat.)
- Kooperativ wirtschaften – modern bauen. Die Architektur der Genossenschaften in Sachsen. mit Enrico Hochmuth, Mitteldeutscher Verlag, Halle 2018, ISBN 978-3-96311-051-1.
- Industriearchitektur in Sachsen. Erhalten, erleben, erinnern. 18. Januar – 18. Mai 2014 Eine Ausstellung in zwei Museen. Stadtgeschichtliches Museum Leipzig, Leipzig 2019.

### Herausgeber
- Elektrizität in historischen Photographien von Emil Leitner und Hans Finsler. 1920–1930. (mit Jo Schaller), Stekovics, Halle 2001, ISBN 978-3-932863-83-7.
- Die beiden Lausitzen. Wirtschaft, Geschichte und Industriekultur in Brandenburg und Sachsen. (mit Björn Berghausen), LIT, Münster / Berlin 2015, ISBN 978-3-643-12929-1.
- Banken in Leipzig. Vom Barock bis zur Moderne.  Mitteldeutscher Verlag, Halle 2015, ISBN 978-3-95462-474-4.